# Olympische Sommerspiele 2020/Teilnehmer (Singapur)
| Gelbes Symbol für Goldmedaillen mit stilisierten Olympischen Ringen | Graues Symbol für Silbermedaillen mit stilisierten Olympischen Ringen | Braundes Symbol für Bronzemedaillen mit stilisierten Olympischen Ringen |
| ------------------------------------------------------------------- | --------------------------------------------------------------------- | ----------------------------------------------------------------------- |
| —                                                                   | —                                                                     | —                                                                       |

Singapur nahm an den Olympischen Spielen 2020 in Tokio mit 23 Sportlern in elf Sportarten teil. Es war die insgesamt 19. Teilnahme an Olympischen Sommerspielen.

## Teilnehmer nach Sportarten

### Badminton
| Athleten     | Wettbewerb | Gruppenphase | Gruppenphase              | Gruppenphase | Gruppenphase | Achtelfinale  | Achtelfinale  | Viertelfinale | Viertelfinale | Halbfinale    | Halbfinale    | Finale        | Finale        | Rang  |
| Athleten     | Wettbewerb | Gegner       | Ergebnis                  | Punkte       | Rang         | Gegner        | Ergebnis      | Gegner        | Ergebnis      | Gegner        | Ergebnis      | Gegner        | Ergebnis      | Rang  |
| ------------ | ---------- | ------------ | ------------------------- | ------------ | ------------ | ------------- | ------------- | ------------- | ------------- | ------------- | ------------- | ------------- | ------------- | ----- |
| Frauen       |            |              |                           |              |              |               |               |               |               |               |               |               |               |       |
| Yeo Jia Min  | Einzel     | H. Gaitan    | 2:0 (21:7, 21:10)         | 69:59        | 2            | ausgeschieden | ausgeschieden | ausgeschieden | ausgeschieden | ausgeschieden | ausgeschieden | ausgeschieden | ausgeschieden | 15–28 |
| Yeo Jia Min  | Einzel     | Kim G.-e.    | 0:2 (13:21, 14:21)        | 69:59        | 2            | ausgeschieden | ausgeschieden | ausgeschieden | ausgeschieden | ausgeschieden | ausgeschieden | ausgeschieden | ausgeschieden | 15–28 |
| Männer       |            |              |                           |              |              |               |               |               |               |               |               |               |               |       |
| Loh Kean Yew | Einzel     | J. Christie  | 2:0 (21:15, 21:12)        | 101:83       | 2            | ausgeschieden | ausgeschieden | ausgeschieden | ausgeschieden | ausgeschieden | ausgeschieden | ausgeschieden | ausgeschieden | 15–28 |
| Loh Kean Yew | Einzel     | A. Mahmoud   | 1:2 (20:22, 21:13, 18:21) | 101:83       | 2            | ausgeschieden | ausgeschieden | ausgeschieden | ausgeschieden | ausgeschieden | ausgeschieden | ausgeschieden | ausgeschieden | 15–28 |

### Fechten
| Athleten                   | Wettbewerb     | 1. Runde | 1. Runde | 2. Runde      | 2. Runde | Achtelfinale  | Achtelfinale  | Viertelfinale | Viertelfinale | Halbfinale / Klassifikation | Halbfinale / Klassifikation | Finale / Platzierung | Finale / Platzierung | Rang  |
| Athleten                   | Wettbewerb     | Gegner   | Ergebnis | Gegner        | Ergebnis | Gegner        | Ergebnis      | Gegner        | Ergebnis      | Gegner                      | Ergebnis                    | Gegner               | Ergebnis             | Rang  |
| -------------------------- | -------------- | -------- | -------- | ------------- | -------- | ------------- | ------------- | ------------- | ------------- | --------------------------- | --------------------------- | -------------------- | -------------------- | ----- |
| Frauen                     |                |          |          |               |          |               |               |               |               |                             |                             |                      |                      |       |
| Kiria Tikanah Abdul Rahman | Degen Einzel   | C. Lin   | 15:11    | A. M. Popescu | 10:15    | ausgeschieden | ausgeschieden | ausgeschieden | ausgeschieden | ausgeschieden               | ausgeschieden               | ausgeschieden        | ausgeschieden        | 17–32 |
| Amita Berthier             | Florett Einzel | Freilos  | Freilos  | L. Kiefer     | 4:15     | ausgeschieden | ausgeschieden | ausgeschieden | ausgeschieden | ausgeschieden               | ausgeschieden               | ausgeschieden        | ausgeschieden        | 17–32 |

### Leichtathletik
Laufen und Gehen 
| Athleten       | Wettbewerb | 1. Runde | 1. Runde | Halbfinale    | Halbfinale    | Finale        | Finale        | Rang          |
| Athleten       | Wettbewerb | Zeit     | Rang     | Zeit          | Rang          | Zeit          | Rang          | Rang          |
| -------------- | ---------- | -------- | -------- | ------------- | ------------- | ------------- | ------------- | ------------- |
| Frauen         |            |          |          |               |               |               |               |               |
| Shanti Pereira | 200 m      | 23,96 s  | 6        | ausgeschieden | ausgeschieden | ausgeschieden | ausgeschieden | ausgeschieden |

### Reiten

#### Dressurreiten
| Athleten                   | Wettbewerb | Prozent / Punkte           | Prozent / Punkte | Prozent / Punkte | Rang |   |
| Athleten                   | Wettbewerb | Grand Prix (Qualifikation) | GP Spécial       | GP Kür           | Rang |   |
| -------------------------- | ---------- | -------------------------- | ---------------- | ---------------- | ---- | - |
| Caroline Chew mit Tribiani | Einzel     | Ausgeschieden              | Ausgeschieden    | —                | —    | — |

### Rudern
| Athleten | Wettbewerb | Vorlauf     | Vorlauf | Vorlauf       | Hoffnungslauf | Hoffnungslauf | Hoffnungslauf  | Viertelfinale | Viertelfinale | Viertelfinale | Halbfinale  | Halbfinale | Halbfinale    | Finale      | Finale | Rang |
| Athleten | Wettbewerb | Zeit        | Platz   | Qualifikation | Zeit          | Platz         | Qualifikation  | Zeit          | Platz         | Qualifikation | Zeit        | Platz      | Qualifikation | Zeit        | Platz  | Rang |
| -------- | ---------- | ----------- | ------- | ------------- | ------------- | ------------- | -------------- | ------------- | ------------- | ------------- | ----------- | ---------- | ------------- | ----------- | ------ | ---- |
| Frauen   |            |             |         |               |               |               |                |               |               |               |             |            |               |             |        |      |
| Poh Joan | Einer      | 8:31,12 min | 6       | Hoffnungslauf | 8:40,04 min   | 4             | Halbfinale E/F | –             | –             | –             | 8:47,77 min | 3          | Finale E      | 8:21,23 min | 4      | 28   |

### Schießen
| Athleten  | Wettbewerb      | Qualifikation   | Qualifikation | Finale          | Finale        | Rang |
| Athleten  | Wettbewerb      | Ringe/ Scheiben | Rang          | Ringe/ Scheiben | Rang          | Rang |
| --------- | --------------- | --------------- | ------------- | --------------- | ------------- | ---- |
| Frauen    |                 |                 |               |                 |               |      |
| Adele Tan | 10 m Luftgewehr | 625,3           | 21            | ausgeschieden   | ausgeschieden | 21   |

### Schwimmen
| Athleten         | Wettbewerb          | Vorlauf     | Vorlauf | Halbfinale    | Halbfinale    | Finale        | Finale        | Rang |
| Athleten         | Wettbewerb          | Zeit        | Rang    | Zeit          | Rang          | Zeit          | Rang          | Rang |
| ---------------- | ------------------- | ----------- | ------- | ------------- | ------------- | ------------- | ------------- | ---- |
| Frauen           |                     |             |         |               |               |               |               |      |
| Quah Ting Wen    | 50 m Freistil       | 26,16 s     | 40      | ausgeschieden | ausgeschieden | ausgeschieden | ausgeschieden | 40   |
| Quah Ting Wen    | 100 m Freistil      | 56,36 s     | 36      | ausgeschieden | ausgeschieden | ausgeschieden | ausgeschieden | 36   |
| Chantal Liew     | 10 km Freiwasser    | —           | —       | —             | —             | 2:08:17,9 h   | 23            | 23   |
| Männer           |                     |             |         |               |               |               |               |      |
| Joseph Schooling | 100 m Freistil      | 49,84 s     | 39      | ausgeschieden | ausgeschieden | ausgeschieden | ausgeschieden | 39   |
| Joseph Schooling | 100 m Schmetterling | 53,12 s     | 44      | ausgeschieden | ausgeschieden | ausgeschieden | ausgeschieden | 44   |
| Quah Zheng Wen   | 100 m Rücken        | 53,94 s     | 22      | ausgeschieden | ausgeschieden | ausgeschieden | ausgeschieden | 22   |
| Quah Zheng Wen   | 100 m Schmetterling | 52,39 s     | 34      | ausgeschieden | ausgeschieden | ausgeschieden | ausgeschieden | 34   |
| Quah Zheng Wen   | 200 m Schmetterling | 1:56,42 min | 22      | ausgeschieden | ausgeschieden | ausgeschieden | ausgeschieden | 22   |

### Segeln
| Athleten                 | Wettbewerb      | Qualifikation | Qualifikation | Finale        | Finale        | Gesamt | Gesamt |
| Athleten                 | Wettbewerb      | Punkte        | Rang          | Punkte        | Rang          | Punkte | Rang   |
| ------------------------ | --------------- | ------------- | ------------- | ------------- | ------------- | ------ | ------ |
| Frauen                   |                 |               |               |               |               |        |        |
| Amanda Ng                | Windsurfen RS:X | 260           | 26            | ausgeschieden | ausgeschieden | 260    | 26     |
| Kimberly Lim Cecilia Low | 49erFX          | 97            | 9             | 20            | 10            | 117    | 10     |
| Männer                   |                 |               |               |               |               |        |        |
| Ryan Lo                  | Laser           | 158           | 21            | ausgeschieden | ausgeschieden | 158    | 21     |

### Tischtennis
| Athleten                      | Wettbewerb | 1. Runde      | 1. Runde | 2. Runde        | 2. Runde | 3. Runde      | 3. Runde      | Achtelfinale  | Achtelfinale  | Viertelfinale       | Viertelfinale | Halbfinale    | Halbfinale    | Finale/Platz 3 | Finale/Platz 3 | Rang  |
| Athleten                      | Wettbewerb | Gegner        | Erg.     | Gegner          | Erg.     | Gegner        | Erg.          | Gegner        | Erg.          | Gegner              | Erg.          | Gegner        | Erg.          | Gegner         | Erg.           | Rang  |
| ----------------------------- | ---------- | ------------- | -------- | --------------- | -------- | ------------- | ------------- | ------------- | ------------- | ------------------- | ------------- | ------------- | ------------- | -------------- | -------------- | ----- |
| Frauen                        |            |               |          |                 |          |               |               |               |               |                     |               |               |               |                |                |       |
| Feng Tianwei                  | Einzel     | —             | —        | —               | —        | María Xiao    | 4:1           | Han Ying      | 1:4           | ausgeschieden       | ausgeschieden | ausgeschieden | ausgeschieden | ausgeschieden  | ausgeschieden  | 9–16  |
| Yu Mengyu                     | Einzel     | —             | —        | Shao Jieni      | 4:0      | Cheng I-ching | 4:0           | Liu Juan      | 4:2           | Kasumi Ishikawa     | 4:1           | Chen Meng     | 0:4           | Mima Itō       | 1:4            | 4     |
| Feng Tianwei Yu Mengyu Lin Ye | Mannschaft | —             | —        | —               | —        | —             | —             | Frankreich    | 3:0           | Volksrepublik China | 0:3           | ausgeschieden | ausgeschieden | ausgeschieden  | ausgeschieden  | 5–8   |
| Männer                        |            |               |          |                 |          |               |               |               |               |                     |               |               |               |                |                |       |
| Chew Zhe Yu Clarence          | Einzel     | Ibrahima Diaw | 4:2      | Daniel Habesohn | 1:4      | ausgeschieden | ausgeschieden | ausgeschieden | ausgeschieden | ausgeschieden       | ausgeschieden | ausgeschieden | ausgeschieden | ausgeschieden  | ausgeschieden  | 33–48 |

### Turnen

#### Gerätturnen
| Athleten   | Wettbewerb    | Qualifikation | Qualifikation | Finale        | Finale        | Rang |
| Athleten   | Wettbewerb    | Punkte        | Rang          | Punkte        | Rang          | Rang |
| ---------- | ------------- | ------------- | ------------- | ------------- | ------------- | ---- |
| Frauen     |               |               |               |               |               |      |
| Tan Sze En | Boden         | 11,833        | 75            | ausgeschieden | ausgeschieden | 75   |
| Tan Sze En | Schwebebalken | 11,033        | 84            | ausgeschieden | ausgeschieden | 84   |

### Wasserspringen
| Athleten      | Wettbewerb        | Vorkampf | Vorkampf | Halbfinale    | Halbfinale    | Finale        | Finale        | Rang |
| Athleten      | Wettbewerb        | Punkte   | Rang     | Punkte        | Rang          | Punkte        | Rang          | Rang |
| ------------- | ----------------- | -------- | -------- | ------------- | ------------- | ------------- | ------------- | ---- |
| Frauen        |                   |          |          |               |               |               |               |      |
| Freida Lim    | Turmspringen 10 m | 215,90   | 30       | ausgeschieden | ausgeschieden | ausgeschieden | ausgeschieden | 30   |
| Männer        |                   |          |          |               |               |               |               |      |
| Jonathan Chan | Turmspringen 10 m | 311,15   | 26       | ausgeschieden | ausgeschieden | ausgeschieden | ausgeschieden | 26   |